# Combat de Halle
Quatrième Coalition
Batailles
- Cap-Vert (navale)
- San Domingo (navale)
- Río de la Plata
- Pornichet (navale)

- Raguse
- Castel-Nuovo

Campagne de Prusse (1806)
- Schleiz
- Saalfeld
- Auerstaedt
- Iéna
- Halle
- Magdebourg
- Stettin
- Lübeck
- Glogau
- Golymin
- Pułtusk
- Stralsund

Campagne de Pologne (1807)
- Eylau
- Ostrołęka
- Colberg
- Dantzig
- Guttstadt
- Heilsberg
- Friedland

Le combat de Halle oppose les Français d’un corps de la Grande Armée commandés par le maréchal Bernadotte à l’armée prussienne de réserve commandée par le duc Eugène de Wurtemberg-Stuttgart. La confrontation a lieu le 17 octobre 1806.
Les combats se soldent par la défaite de l'armée prussienne de réserve.

## Campagne précédant la bataille
Le combat se déroule durant la Campagne de Prusse et de Pologne (1806-1807).
Le Maréchal Louis Nicolas Davout et ses troupes viennent de remporter la mémorable bataille d’Auerstaedt.
Le Maréchal Bernadotte qui aurait dû venir en soutien en marchant au canon, ne l’a  pas fait, et sent bien qu'il doit se racheter.

## Déroulement de la bataille
À la fin des batailles d'Iéna et d’Auerstedt, le maréchal Bernadotte avait les divisions de Drouet et Rivaud près d'Apolda pendant que la division de Dupont et son corps d'artillerie restaient à Dornburg. Le matin du 15 octobre, Napoléon demanda à Bernadotte de marcher vers Bad Bibra, Querfurt et Halle. Au matin du 16 octobre, l'avant-garde de Bernadotte était à environ cinq kilomètres au nord de Bad Bibra. Il entendit par ses informateurs que la Réserve prussienne était à Halle et s'apprêtait à l'attaquer. Au début de la campagne, Eugène de Württemberg avait quelque 16 000 soldats dans la Réserve impériale. Le 10 octobre, alors qu'il marchait vers Magdebourg, il reçut l'ordre de se diriger vers Halle. Le 13 octobre, la Réserve était à Halle, avec un bataillon à Mersebourg au sud et un autre à Leipzig au sud-est de Halle. Le régiment d'infanterie russe de Treskow était au nord-ouest à Aschersleben, en route pour Magdebourg. Le 14 octobre, Eugène reçut l'ordre de rester à Halle et que l'armée principale allait le rejoindre et prendre sa direction. Ce même jour, il entendit les bruits des combats d'artillerie lourds venant des batailles d'Iéna et d'Auerstedt. Mais ce n'est que le soir du 15 octobre qu'il entendit parler du désastre militaire et de la double défaite de son armée. Le 16 octobre, Eugène n'avait toujours reçu aucun nouvel ordre des officiers prussiens ou russes en débandade ou en fuite. Il demanda au détachement de Mersebourg, qui avait été renforcé de deux bataillons et demi de le rejoindre à Halle. Le bataillon de Leipzig fut aussi rappelé, pendant qu'il envoyait un détachement tenir la ville de Dessau sur l'Elbe. Il déploya ses forces principales sur un plateau dans le sud de Halle, avec sa ligne de bataille faisant face au nord-ouest vers la ville de Halle et son aile gauche tournée vers l'autre versant. Les deux bataillons et demi de Mersebourg furent laissés pour défendre les ponts sur la rive est de Halle, avec un régiment de dragons. Les hussards Usedom[pas clair] étaient à proximité, à la jonction des rivières Saale et Weisse Elster, juste au sud de Halle. Le régiment de Treskow était à Eisleben, à l'ouest-nord-ouest de Halle.
Dans "Journal d'un engagé volontaire", Dominique Ravy du 32e régiment d’infanterie de ligne raconte la prise de la Halle. Suivant une digue de 1 km qui mène au pont de la ville, le général Dupont, accompagné de sous-officiers et suivi du 32e régiment d’infanterie de ligne en colonnes d'attaque, mène l'assaut. Au milieu de la fumée et des détonations des batteries prussiennes, les Français culbutèrent les Würtembergeois. Le combat dura de 9 heures du matin à la tombée de la nuit. Plus tard, visitant le champ de bataille,  Napoléon aurait dit "Quoi! C'est sur ce pont qu'on a passé pour emporter la ville ? J'aurais hésité à l'attaquer avec 50 000 hommes"
L'Historique du 96e régiment d'infanterie  précise que, pour l'attaque, Dupont place en première ligne le 9e régiment d’infanterie légère et le 32e régiment d’infanterie de ligne et les fait appuyer en arrière par le 96e régiment d'infanterie de ligne. 
Alors que les troupes françaises, citées ci-dessus, prenaient pied dans la ville le 8e régiment d’infanterie de ligne reçu l'ordre de traverser la ville pour attaquer les batteries ennemies positionnées dans la plaine. Sous les ordres du général Michel Marie Pacthod et du colonel  Jean François Etienne Autié les grenadiers enlevèrent les premières batteries obligeant les autres à battre en retraite. Le 8e régiment d’infanterie de ligne repoussa également plusieurs contre attaques prussiennes jusqu'à la tombée de la nuit.
Les Prussiens perdirent ce jour-là 1 500 hommes tués ou blessés, 4 000 prisonniers, 4 drapeaux et 30 canons, sans compter les riches magasins de Halle. Les Français n'eurent que 600 hommes hors de combat.

## Ordre de bataille français

### Commandement
- Maréchal Bernadotte, prince de Ponte-Corvo
- général Victor Léopold Berthier, chef d’état-major
- général Dupont
- général Jean-Baptiste Drouet d'Erlon
- général Rivaud
- général Rouyer

### Infanterie
- 8e régiment d'infanterie de ligne
- 96e régiment d'infanterie de ligne
- 9e régiment d’infanterie légère
- 32e régiment d’infanterie de ligne

### Cavalerie
- 2e régiment de hussards
- 4e régiment de hussards

## Sources